# Eleições estaduais no Brasil em 2010
As eleições para governador do Brasil de 2010 foram realizadas em 3 de outubro, como parte das eleições gerais do país, em todos os 26 estados brasileiros e no Distrito Federal. Nos estados aonde nenhum  candidato obteve mais da metade do votos válidos, um segundo turno foi realizado em 31 de outubro de 2010. Segundo a Constituição, os governadores são eleitos diretamente para um mandato de quatro anos, com um limite de dois mandatos.

## Governadores inelegíveis
Aécio Neves (Minas Gerais), Blairo Maggi (Mato Grosso), Eduardo Braga (Amazonas), Ivo Cassol (Rondônia), Luiz Henrique da Silveira (Santa Catarina), Paulo Hartung (Espírito Santo), Roberto Requião (Paraná), Waldez Góes (Amapá), Wilma de Faria (Rio Grande do Norte) e Wellington Dias (Piauí), todos eleitos em 2002 e reeleitos em 2006, não poderão concorrer. Após seu envolvimento num escândalo de corrupção no final de 2009, seguido de sua saída do Democratas, o governador do Distrito Federal, José Roberto Arruda, também se tornou inelegível, uma vez que a legislação eleitoral requer a filiação partidária dos interessados em concorrer a um cargo eletivo por pelo menos um ano antes da data prevista da eleição.

## Candidatos a governador

### Acre
- PT: O senador Tião Viana é o candidato do PT ao governo acreano.
- PSDB: Tião Bocalom é o candidato tucano.
- PRTB: Antônio Neres Gouveia, conhecido por "Tijolinho", tentará a vaga para o governo do estado pelo PRTB.

Resultado: Tião Viana (PT) foi eleito no primeiro turno com 50,51% dos votos válidos.

### Alagoas
O governador Teotônio Vilela Filho tentará a reeleição.
- PSDB: como já foi citado, Teotônio Vilela Filho tentará o segundo mandato.
- PTB: o ex-presidente do Brasil e atual senador Fernando Collor de Mello pleiteia o retorno à governança de Alagoas, onde governou durante a década de 1980.
- PDT: O ex-governador Ronaldo Lessa também tentará voltar ao governo de Alagoas, desta vez pelo PDT.
- PCB: Tony Clóvis é o candidato comunista ao governo alagoano.
- PSOL: Mário Agra é o candidato do PSOL ao governo do estado.
- PRTB: o professor Jefferson Piones será o candidato do PRTB ao governo de Alagoas. Seu candidato à vice é o empresário Eusves Plex.

Resultado: Teotônio Vilela (PSDB) disputou o segundo turno com Ronaldo Lessa (PDT) e foi reeleito no segundo turno com 52,74% dos votos válidos.

### Amapá
O governador Waldez Góes também estará impossibilitado de tentar se reeleger.
- PSB: Camilo Capiberibe é o candidato do PSB ao governo do Amapá.
- PSTU: Genival Cruz, um cobrador de ônibus nascido no Maranhão, é o candidato do partido nas eleições. É um dos candidatos a governador mais jovens do Brasil.
- PSDB: o tucano Jorge Amanajas tentará a eleição ao governo amapaense.
- PTB: Luiz Cantuária Barreto, conhecido por "Lucas", é o candidato petebista.
- PP: Pedro Paulo é o candidato do PP ao governo do Amapá.

Resultado: Apesar de ter obtido uma votação menor que seu adversário no primeiro turno, Camilo Capiberibe (PSB) venceu Luiz Cantuária Barreto (PTB) no segundo turno com 53,77% dos votos válidos.

### Amazonas
Eduardo Braga, reeleito em 2006, não poderá tentar um novo mandato.
- PR: Alfredo Nascimento, ex-ministro dos transportes, ex-prefeito de Manaus e atual senador pelo estado, é o candidato ao governo do Amazonas, tendo como vice o ex-prefeito de Manaus, Serafim Corrêa;
- PPS: Hissa Abrahão, atual vereador em Manaus, é o candidato do PPS ao governo do Amazonas;
- PSTU: Herbert Amazonas, professor universitário, é o candidato do PSTU ao governo do Amazonas;
- PSOL: Luiz Carlos Sena é o candidato do PSOL ao governo do Amazonas;
- PCB: Luiz Navarro, o empresário é o candidato do PCB ao governo do Amazonas. O construtor civil Marcos Antonio (Marquinho do Mutirao) é candidato a vice.
- PMN: Omar Aziz, atual governador do Amazonas, ex-deputado estadual no estado e ex-vereador de Manaus, tendo sido também vice-prefeito de Manaus, é candidato a reeleição pelo PMN. O economista José Melo é candidato a vice.

Resultado: Omar Aziz (PMN) conseguiu se reeleger no primeiro turno com 63,87% dos votos válidos.

### Bahia
- DEM: Paulo Souto será novamente candidato ao governo do estado, e é um dos favoritos à eleição.
- PMDB: o ex-ministro Geddel Vieira Lima concorrerá com Paulo Souto a governança do estado baiano.
- PT: o atual governador, Jacques Wagner, é o grande favorito à reeleição, representando o PT.
- PSOL: Marcos Mendes é o candidato do PSOL ao governo do estado.
- PV: Luiz Carlos Bassuma concorrerá à chefatura do governo estadual pelos "Verdes".
- PCB: Sandro Santa Bárbara concorrerá ao governo baiano pelo PCB. Seu vice será Daniel Neto, também do PCB.

Resultado: Jacques Wagner (PT) foi reeleito no primeiro turno com 63,38% dos votos válidos.

### Ceará
- PSB: Cid Gomes, o atual governador, tentará a reeleição, sendo considerado o favorito nas pesquisas.
- PR: o ex-governador Lúcio Alcântara tentará regressar ao governo cearense, tendo exercido o cargo entre 2003 e 2006. Desta vez, ele concorrerá pelo PR.
- PSDB: o sociólogo Marcos Cals é o candidato tucano ao governo do estado.
- PSOL: Soraya Tupinambá será a candidata do PSOL ao governo do Ceará.
- PV: Marcelo Silva concorrerá ao governo do estado pelo PV.
- PSTU: Francisco Gonzaga concorrerá ao governo estadual pelo PSTU. Seu vice será a professora Nivânia Amâncio, também do PSTU.
- PCB: Maria "Nati" Rocha tentará se eleger ao governo cearense pelo PCB.

Resultado: Cid Gomes (PSB) foi reeleito no primeiro turno com 61,27% dos votos válidos.

### Distrito Federal
Em decorrência das acusações de seu envolvimento no chamado "Mensalão do Democratas de Brasília", o ex-governador José Roberto Arruda anunciou que não se candidataria mais em nenhuma eleição. Seu vice, Paulo Octávio, também não poderá se candidatar.
- PSC: o ex-governador e ex-senador Joaquim Roriz é o candidato do PSC ao governo do DF, sendo considerado por alguns favorito à vitória. Apos Roriz ter sua candidatura impugnada, sua esposa Weslian Roriz assumiu a campanha em seu lugar.
- PT: o ex-ministro dos esportes, Agnelo Queiroz, é outro que se candidatará ao governo do Distrito Federal.
- PV: Eduardo Brandão é o candidato do PV ao governo do DF.
- PSOL: Antônio Carlos de Andrade, o "Toninho do PSOL", é o candidato do partido.
- PSL: Newton Lins será o candidato do PSL à governança do distrito.
- PSTU: o professor Rodrigo Dantas pleiteia a vaga ao governo do DF.
- PCO: concorrerá com o empresário carioca Ricardo Machado, cujo candidato à vice é Expedito Mendonça, também do PCO.

Resultado: Agnelo Queiroz (PT) derrotou Weslian Roriz (PSC) no segundo turno com 66,10% dos votos válidos.

### Espírito Santo
Como já foi mencionado, o governador Paulo Hartung não poderá concorrer ao terceiro mandato.
- PSB: concorrerá com o senador Renato Casagrande.
- PSDB: os tucanos lançam como candidato o deputado federal Luiz Paulo Lucas.
- PSOL: a ex-deputada estadual Brice Bragato é a candidata do PSOL ao governo capixaba.
- PRTB: lançará como candidato o advogado Gilberto Caregnato.
- PCO: o partido lançou a candidatura de Avelar ao governo do ES.

Resultado: Renato Casagrande (PSB) foi eleito no primeiro turno com 82,30% dos votos válidos.

### Goiás
O governador Alcides Rodrigues não poderá se candidatar à reeleição.
- PSDB: concorre com Marconi Perillo, que tentará regressar ao governo goiano após quatro anos como senador.
- PMDB: concorrerá com o ex-prefeito de Goiânia, Iris Rezende.
- PR: lançou o empresário Vanderlan Cardoso como candidato ao governo.
- PCB: a professora Marta Jane será a candidata comunista ao governo goiano.
- PSOL: Washington Fraga é o candidato do PSOL ao governo de Goiás. O vice é Nilton Nallin.

Resultado: Marconi Perillo (PSDB) derrotou Iris Rezende (PMDB) no segundo turno com 52,99% dos votos válidos.

### Maranhão
Apesar de ter o mandato cassado, o governador Jackson Lago tentou a reeleição.
- PCdoB: concorreu com o deputado federal Flávio Dino.
- PDT: concorreu com o ex-governador Jackson Lago.
- PCB: Prof. Josivaldo foi candidato do PCB.
- PSTU: Marcos Silva foi candidato do partido ao governo maranhense.
- PMDB: a ex-governadora Roseana Sarney foi reeleita.
- PSOL: tentou a eleição para governador com Saulo Arcangeli. Seu vice é Cleumir Leal, também do PSOL.

Resultado: Roseana Sarney (PMDB) foi eleita no primeiro turno com 50,08% dos votos válidos superando seus principais adversários Flávio Dino (PC do B) e Jackson Lago (PDT).

### Mato Grosso
O governador Blairo Maggi não é candidato à reeleição.
- PMDB: concorreu com Silval Barbosa, que havia disputado o pleito de 2006.
- PSB: lançou como candidato o engenheiro Mauro Mendes, e como vice o empresário Otaviano Pivetta.
- PSOL: inaugurou a candidatura de Marcos Magno ao governo mato-grossense.
- PSDB: concorreu com Wilson Santos. Dilceu Dal Bosco, do DEM, foi seu candidato à vice.

Resultado: Silval Barbosa (PMDB) foi eleito no primeiro turno com 51,21% dos votos válidos.

### Mato Grosso do Sul
O governador André Puccinelli é candidato à reeleição.
- PMDB: concorrerá com André Puccinelli.
- PT: o ex-governador Zeca do PT tentará regressar ao governo do estado.
- PSOL: concorre com o comerciante Nei Braga.

Resultado: André Puccinelli (PMDB) foi reeleito no primeiro turno com 56% dos votos válidos.

### Minas Gerais
Resultado: Antônio Anastasia (PSDB) foi eleito no primeiro turno com 62,71% dos votos válidos.

### Pará
A governadora Ana Júlia Carepa é candidata ao segundo mandato.
- PT: como já foi mencionado, Ana Júlia Carepa será candidata à reeleição. Coligação Frente Popular Acelera Pará: PT / PR / PDT / PP / PTB / PV / PTC / PTdoB / PCdoB / PSB / PTN / PRB / PHS / PSC
- PSDB: concorrerá com o ex-governador Simão Jatene. Coligação Juntos com o Povo: PSDB / PPS / DEM / PRTB / PRP / PSDC / PMN
- PMDB: os peemedebistas inauguraram a candidatura de Domingos Juvenil. Sem Coligação
- PSTU: o partido lançou como candidato ao governo um empregado da construção civil, Cléber Rabelo. Sem Coligação
- PSOL: novamente com candidatura própria: agora, lançou como pleiteante ao governo paraense o professor Fernando Carneiro, que terá como candidata à vice a também professora Mônica Soares, também do PSOL.

Resultado: Simão Jatene (PSDB) derrotou Ana Júlia Carepa (PT) no segundo turno com 55,74% dos votos válidos.

### Paraíba
O governador José Maranhão é candidato à reeleição.
- PMDB: concorrerá com José Maranhão, pela coligação "Paraíba Unida" (PMDB, PT, PTB, PP, PR, PRB, PSC, PSL, PMN, PHS, PTdoB e PCdoB).
- PSB: concorrerá com ex-prefeito de João Pessoa, Ricardo Coutinho, pela coligação "Uma Nova Paraíba" (PSB, PSDB, DEM, PDT, PPS, PTC, PV, PTN e PRP).
- PSOL: concorrerá com o professor Nelson Júnior.
- PCO: concorrerá pela terceira vez ao governo da Paraíba com Lourdes Sarmento. Seu candidato à vice, Gilberto Ferreira, é do mesmo partido.
- PCB: concorrerá com o serventuário de justiça Francisco Oliveira.
- PSTU: concorrerá com Marcelino Rodrigues.

Resultado: Ricardo Coutinho (PSB) derrotou José Maranhão (PMDB) no segundo turno com 53,70% dos votos válidos.

### Paraná
O governador Roberto Requião não é candidato à reeleição pois será candidato a senador.
- PSDB: o prefeito de Curitiba, Beto Richa é o candidato do partido.
- PDT: o senador Osmar Dias é o candidato governista na eleição.
- PV: buscará a vitória com o vereador de Curitiba Paulo Salamuni.
- PSOL: o partido socialista tentará ganhar a eleição com o servidor público Luiz Felipe Bergmann.
- PSTU: o candidato do partido ao Palácio Iguaçu é o advogado Avanilson Araújo.
- PCB: os comunistas tentarão vencer a eleição com o ex-capitão do Exército Amadeu Felipe Ferreira.
- PRTB: o policial militar Robinson de Paula será o candidato do partido ao cargo de governador.

Resultado: Beto Richa (PSDB) foi eleito no primeiro turno com 52,44% dos votos válidos.

### Pernambuco
O atual governador, Eduardo Campos, é o grande favorito à reeleição.
- PSB: terá como candidato Eduardo Campos.
- PMDB: o ex-governador e atual senador Jarbas Vasconcelos tentará desbancar o atual governador na chapa "Pernambuco Pode Mais", que conta, além do PMDB. com PPS, DEM, PMN e PSDB.
- PCB: Roberto Numeriano é o candidato do PCB ao governo de PE.
- PRTB: concorrerá com Fernando Rodovalho.[2]
- PV: tentará a eleição com o empresário Sérgio Xavier.
- PSOL: o partido concorrerá nas eleições com Edilson Silva.
- PSTU: o candidato é o servidor público Jair Pedro. Kátia Telles, também do PSTU, é a candidata à vice.

Resultado: Eduardo Campos (PSB) foi reeleito no primeiro turno com 82,84% dos votos válidos.

### Piauí
Wellington Dias, o atual governador, está impedido de concorrer à reeleição.
- PMN: o partido concorrerá com Francisco Macedo.
- PSTU: concorre com Geraldo Carvalho.
- PSOL: Romualdo Brazil será o candidato do PSOL ao governo do Piauí.
- PSL: Avelar é o candidato do PSL ao governo do estado.
- PTB: o senador João Vicente Claudino é o candidato do partido.
- PCO: o partido lança Lourdes Melo como candidata ao governo.
- PSDB: Silvio Mendes é o candidato tucano ao governo do estado, visto por alguns como favorito.
- PV: os "Verdes" escolheram Teresa Britto na disputa pelo Palácio do Karnak.
- PSB: concorre com Wilson Martins. Seu vice será Moraes Souza, do PMDB.

Resultado: Wilson Martins (PSB) derrotou Silvio Mendes (PSDB) no segundo turno com 58,93% dos votos válidos.

### Rio de Janeiro
- PCB: os comunistas lançaram Eduardo Serra como postulante ao governo do RJ.
- PSTU: concorre com Cyro Garcia.
- PSOL: Jefferson Moura será o candidato do PSOL ao governo fluminense.
- PR: Fernando Peregrino é o candidato do partido.
- PV: o deputado Fernando Gabeira, principal liderança do partido no Brasil, será novamente candidato ao governo do Rio de Janeiro.
- PMDB: concorre à reeleição com Sérgio Cabral Filho.

Resultado: Sérgio Cabral Filho (PMDB) foi reeleito no primeiro turno com 66,08% dos votos válidos.

### Rio Grande do Norte
A governadora Wilma de Faria não poderá concorrer mais uma vez.
- PCB: os comunistas lançaram Camarada Leto como postulante ao governo potiguar.
- PSTU: concorre com Simone Dutra.
- PSOL: Sandro Pimentel é o candidato do PSOL.
- DEM: a senadora Rosalba Ciarlini é a candidata do DEM ao governo do RN. Ela é apoiada pela chapa "Força da União", composta, além do DEM, por PSL, PTN, PSC e PMN e PSDB.
- PRTB: concorrerá com Bartô Moreira.
- PSB: concorrerá neste pleito com Iberê Souza.
- PDT: o partido fundado por Leonel Brizola lançará como candidato o advogado Carlos Eduardo.
- PTC: concorrerá com o terapeuta Roberto Ronconi.

Resultado: Rosalba Ciarlini (DEM) foi eleita no primeiro turno com 52,46% dos votos válidos.

### Rio Grande do Sul
A governadora Yeda Crusius poderá concorrer ao segundo mandato.
- PSDB: a governadora Yeda Crusius é a candidata tucana à reeleição.
- PT: Tarso Genro é o candidato petista ao governo gaúcho.
- PV: os "Verdes" lançam Montserrat Martins como postulante ao Palácio Piratini.
- PSTU: concorre com Júlio Flores.
- PSOL: Pedro Ruas é o candidato do partido ao governo do RS.
- PCB: concorrerá com o advogado Humberto Carvalho.
- PRTB: concorrerá com o professor José Guterres.
- PMDB: concorrerá com o ex-prefeito de Porto Alegre, José Fogaça.
- PRP: será representado nesta eleição por Aroldo Medina.
- PMN: tentará fazer de Carlos Schneider o novo governador do RS. Max Andrade, também do PMN, será seu candidato à vice.

Resultado: Tarso Genro (PT) foi eleito no primeiro turno com 54,35% dos votos válidos.

### Rondônia
Ao contrário de 2006, o governador Ivo Cassol não será candidato à reeleição.
- PMDB: concorrerá com Confúcio Moura.
- PT: o deputado Eduardo Valverde será o candidato petista ao governo de Rondônia.
- PSDB: o ex-senador Expedito Júnior é o candidato do partido.
- PPS: será representado por João Cahulla.
- PSOL: o professor Marcos Sussuarana é o candidato do PSOL ao governo rondoniano.

Resultado: Confúcio Moura (PMDB) derrotou João Cahulla (PPS) no segundo turno com 58,68% dos votos válidos.

### Roraima
O governador Anchieta Júnior é candidato a reeleição.
- PSDB: concorrerá com Anchieta Júnior.
- PCO: o PCO lança Ariomar Farias como seu candidato ao governo de Roraima.
- PSOL: mais um candidato próprio lançado pelo PSOL: agora, o postulante ao governo roraimense é o bancário Robert Dagon.
- PP: concorre com Neudo Campos.

Resultado: Anchieta Júnior (PSDB) foi reeleito ao derrotar Neudo Campos (PP) no segundo turno com 50,41% dos votos válidos.

### Santa Catarina
O governador Luiz Henrique da Silveira foi impedido de concorrer ao terceiro mandato.
- PP: Angela Amin será mais uma vez a candidata do PP ao governo catarinense.
- PT: a senadora Ideli Salvatti é a candidata do PT ao governo estadual, sendo apoiada pela coligação "A Favor de Santa Catarina".
- PSTU: concorre com Gilmar Salgado.
- PSOL: o professor Valmir Martins é o candidato do PSOL.
- PMN: lança a candidatura de José Carmelito Smieguel para a governança de SC.
- DEM: o senador Raimundo Colombo é o candidato do ex-PFL ao governo do estado.
- PCB: pleiteará a vaga de governador do estado com Amadeu da Luz.
- PV: concorre com Rogério Novaes.

Resultado: Raimundo Colombo (DEM) foi eleito no primeiro turno com 52,72% dos votos válidos.

### São Paulo
Resultado: Geraldo Alckmin (PSDB) foi eleito no primeiro turno com 50,63% dos votos válidos.

### Sergipe
Marcelo Déda, o atual governador, concorrerá à reeleição.
- PSTU: concorrerá com Vera Lúcia.
- DEM: concorrerá com João Alves Filho.
- PT: ao lado de João Alves, o atual governador Marcelo Déda é o favorito na disputa eleitoral em Sergipe. Déda, apoiado pela chapa "Para Sergipe Continuar Seguindo em Frente", tem como vice Jackson Barreto, do PMDB.
- PCB: os comunistas lançam Leonardo Dias como candidato ao governo de Sergipe.
- PSDC: o pastor Arivaldo José é o candidato Democrata-Cristão ao governo sergipano.
- PRTB: Henrique do Grupo "Mexa-se" é o candidato do partido.
- PSOL: sua candidata é a professora Avilete Cruz. Roque Bonfim, também do PSOL, é o candidato a vice.

Resultado: Marcelo Déda (PT) foi reeleito no primeiro turno com 52,08% dos votos válidos.

### Tocantins
- PSDB: o ex-governador Siqueira Campos é o favorito na eleição. Ele é apoiado pela coligação "Tocantins Levado a Sério", formada por PSDB, PRB, PTB, PTN, PSC, PR, DEM, PRTB, PMN, PTC, PV, e PTdoB.
- PMDB: Carlos Gaguim será o adversário de Siqueira Campos na disputa pelo governo do Tocantins. Conta com o apoio da chapa "A Força do Povo", que é formada, além do PMDB, por PP, PDT, PT, PSL, PPS, PSDC, PHS, PSB, PRP e PCdoB.

Resultado: Siqueira Campos (PSDB) foi eleito no primeiro turno com 50,52% dos votos válidos.